# Bryodelphax aaseae
Espèce
Bryodelphax aaseae est une espèce de tardigrades de la famille des Echiniscidae. 

## Distribution
Cette espèce est endémique d'île de Pâques au Chili. Elle a été découverte dans de la mousse du Rano Kau.

## Étymologie
Cette espèce est nommée en l'honneur d'Åse Jespersen.

## Publication originale
- Kristensen, Michalczyk & Kaczmarek, 2010 : The first record of the genus Bryodelphax (Tardigrada: Heterotardigrada: Echiniscidae) from Easter Island, Rapa Nui (Pacific Ocean, Chile) with the description of a new species, Bryodelphax aaseae. Zootaxa, no 2343, p. 45-56.